# 토니 매캐럴
토니 매캐럴(Tony McCarroll)은 더 레인, 오아시스 (밴드)의 초창기 멤버(1991~ 1995)였다.
오아시스에서 드러머로 활약했었으며, 2집 녹음을 준비중 드럼 실력의 문제로 밴드에서 나오게 된다
그후 오아시스의 드러머는 앨런 화이트 로 교체 된다.